# Roodeschuur
Roodeschuur (Fries: Reaskuorre) is een buurtschap in de gemeente Achtkarspelen, in de Nederlandse provincie Friesland. De nederzetting ligt ten noorden van Surhuisterveen, tussen Harkema en Augustinusga.
De buurtschap is ontstaan bij de aanleg van de Surhuisterveenstervaart in 1649. Er werd een schutsluis geplaatst zodat de turfvaarders het Kolonelsdiep konden bereiken. Deze sluis werd in 1881 vervangen door nieuwe sluis. De buurtschap is waarschijnlijk vernoemd naar de roodkleurige opslagschuur die er stond. De buurtschap groeide met een herberg vrij snel. In 1664 werd de plaats vermeld als Rode Schuir.
In 1718 werd de plaats vermeld als Roschuir en in 1840 als Roode-Schuur. In 1840 had de buurtschap 60 inwoners. De buurtschap valt qua adressering onder de dorpen Harkema en Augustinusga. De straat de Reaskuorre valt net als de Turfloane onder Augustinusga en de bewoning aan de Krúswei en Feartswâl valt onder Harkema. De buurtschap gaat via de Turfloane en de Feartswâl over in de buurtschap Buwetille. 

## Foto's

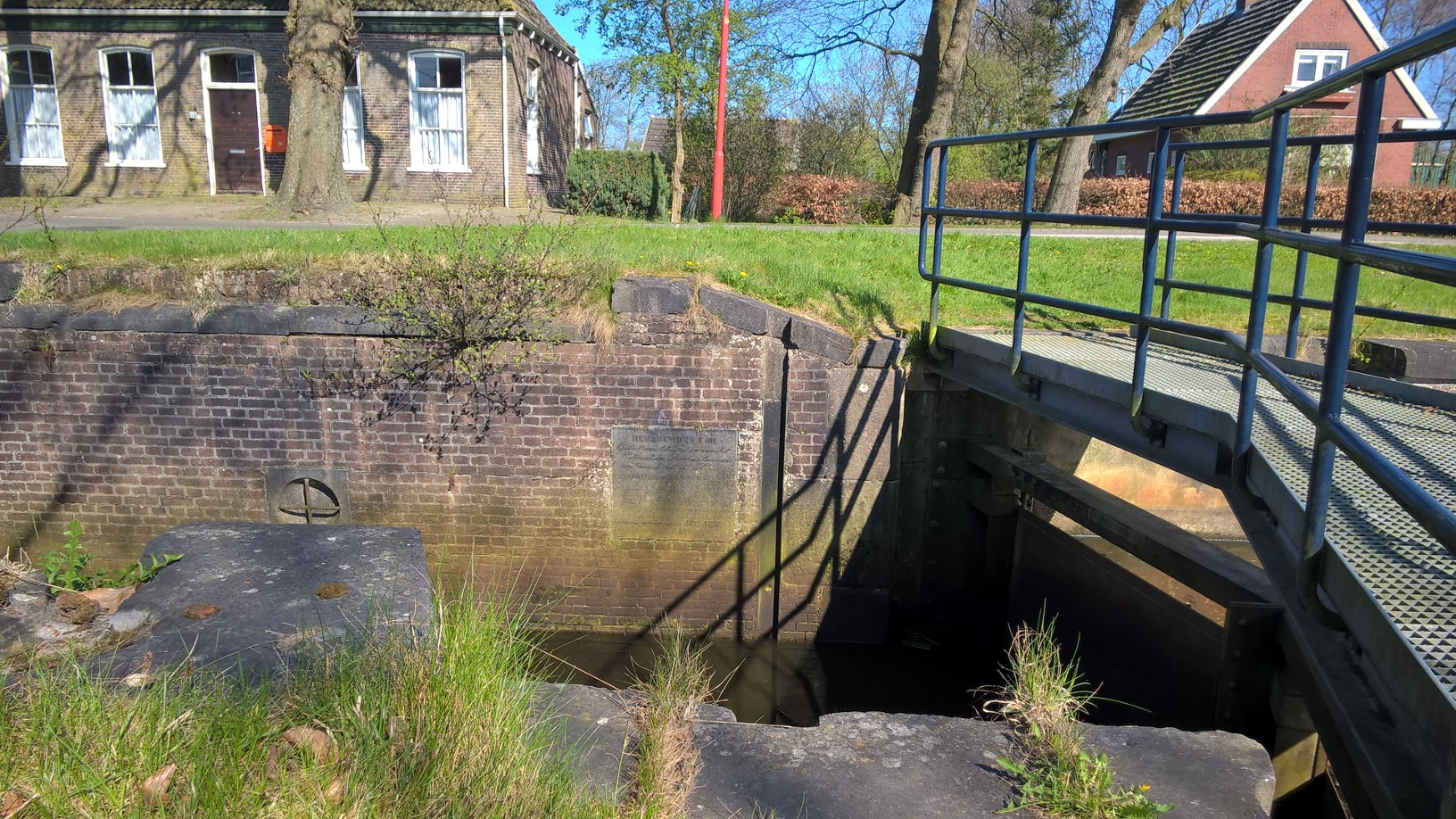
Uit 1901 daterende herdenkingssteen in sluis van Roodeschuur in 2017
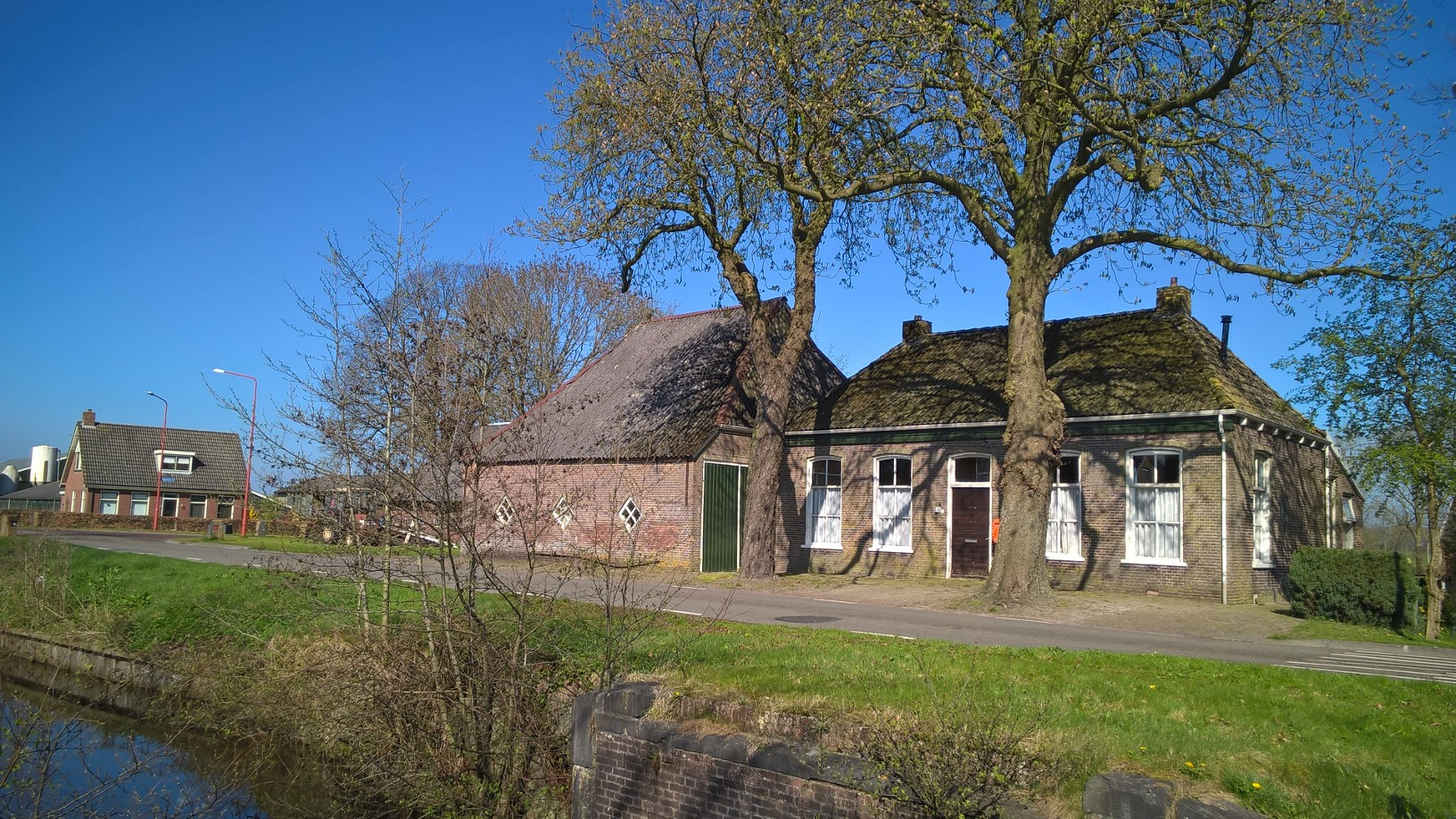
Voormalig café Reaskuorre in 2017
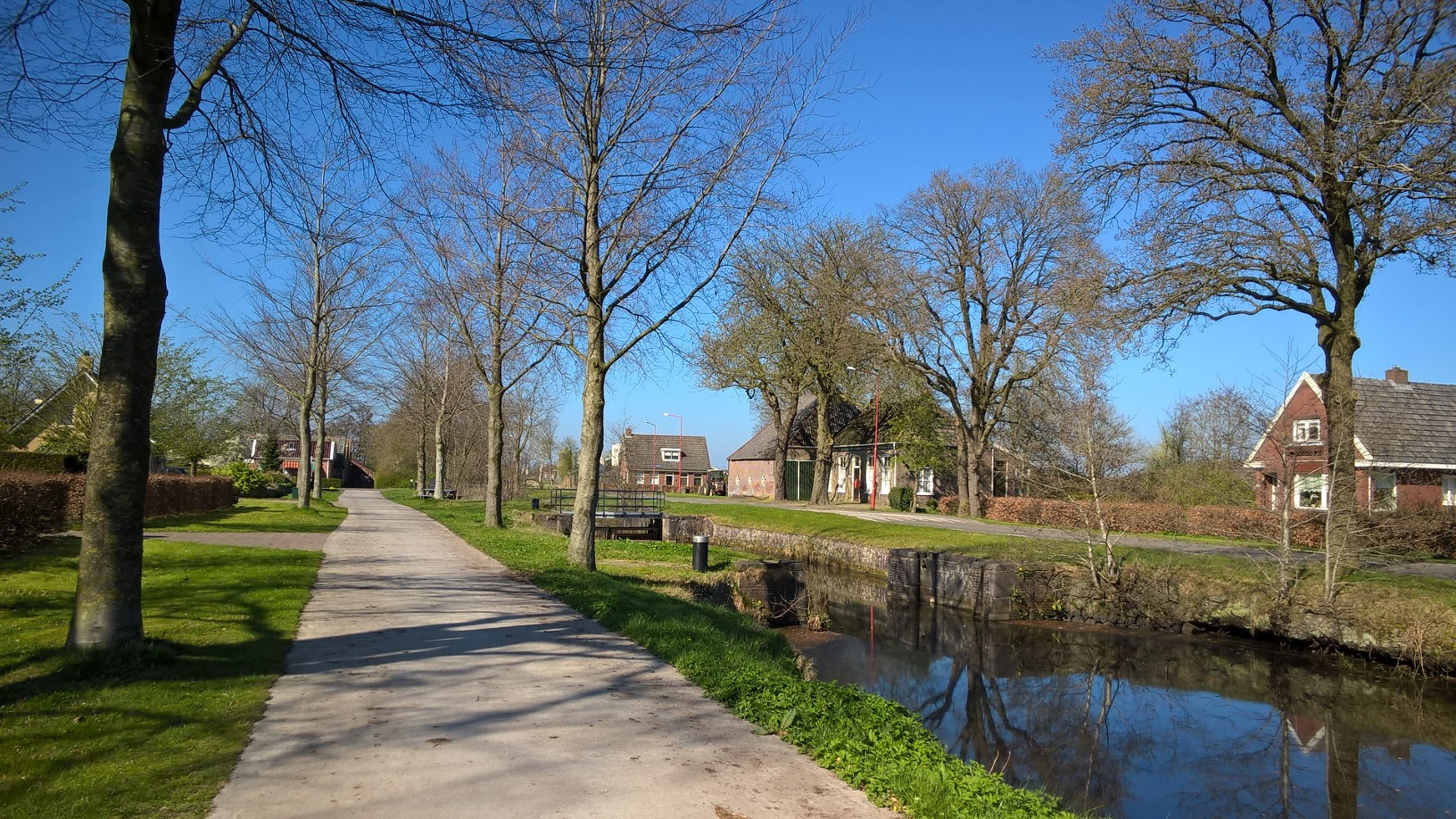
Roodeschuur aan de Feanster Feart in 2017

Dorpen: Augustinusga · Boelenslaan · Buitenpost · Drogeham · Gerkesklooster · Harkema · Kootstertille · Stroobos · Surhuisterveen · Surhuizum · Twijzel · Twijzelerheide

Buurtschappen: Barghiem · Blauwhuis · Blauwverlaat · Buweklooster · Buwetille · De Kooten · De Laatste Stuiver · Dijkhuizen · Egypte · Gerben Allesverlaat · Hamsterpein · Hamshorn · Hiltjemoeiswouden · Jachtveld · Kortwoude · Kuikhorne (deels) · Lutkepost · Monniketille · Ophuis · Opperkooten · Rohel · Roodeschuur · Surhuizumer Mieden · Uitland · Vierhuizen · Westerend · Wildpad (deels) · Wildveld

Friesland: Steden en dorpen      Nederland: Provincies · Gemeenten